# کسارتا
کسارتا (به لاتین: Kesarta) یک روستا در بنگلادش است که در استان باریسال و در ناحیه پیروج‌پور واقع شده است.